# 武見太郎
武見 太郎（たけみ たろう、1904年8月7日 - 1983年12月20日）は、日本の医師。位階は正三位、勲等は勲一等、栄典は旭日大綬章。日本医師会会長や世界医師会会長を歴任した。
太平洋戦争後の厚生行政に於いては各種審議会の委員を委嘱され、1961年（昭和36年）には全国一斉休診運動を強行するなど、厚生省の官僚との徹底的な対決をも辞さない姿勢は「喧嘩（ケンカ）太郎」と言われた。医師会内部でも自分の意に沿わない医師を冷遇するなど独裁的な権力を揮い、医師会のみならず薬剤師会・歯科医師会を含めたいわゆる「三師会」に影響を及ぼし「武見天皇」とまで呼ばれた。
吉田茂閨閥に連なり、その私的なブレーンとしても政治に関わっていた。第27代厚生労働大臣・武見敬三の父でもある。

## 経歴
1957年（昭和32年）から25年間に渡って日本医師会会長を務め、「自由主義経済下における開業医の独立を守る」と、医師のなかでも主に開業医の利益を代弁した。しかしその一方で1970年代に武見は、開業医が病床を持つことに反対し、開業医は外来・往診・予防医療などの家庭医に専従すべきだとしていた。
医師の代表を自認していた武見であるが、「（医師の集団は）3分の1は学問的にも倫理的にも極めて高い集団、3分の1はまったくのノンポリ、そして残りの3分の1は、欲張り村の村長さんだ」と発言したと言われる。東京都中央区銀座にあった武見のクリニックでは、患者が自ら診療代を自由に決めて支払う方式であった。

### 生い立ち
京都府において、武見可質・初夫妻の4男1女の長男として誕生、生後まもなく東京府下谷区上野桜木町に転居した。武見家はもと新潟県長岡市出身という。実弟の武見次郎は、もと静岡県トラック協会会長（伊豆運送社長）であった。
谷中小学校を優秀な成績で卒業し、旧制開成中学校に進学。3学年在学中に腎臓結核に罹患、療養中に叔父・武見日恕の影響もあって『法華経』などに親しんだ。その後、旧制慶應義塾普通部に転学し、1922年（大正11年）、旧制慶應義塾大学医学部に入学した。教授・柴田一能の「日蓮聖人讃迎会」に入り、また大学に仏教青年会を創設、なかでも当時慶應義塾大学予科の講師をしていた友松円諦を、仏教や生き方の師として永く親交があった。

### 臨床医・研究医
1930年（昭和5年）に医学部を卒業、内科学教室に入ったものの、教授との折り合いが悪く退職した。1938年（昭和13年）理化学研究所に入所、仁科芳雄の指導の下、放射線が人体に与える影響を研究した。翌年には、研究活動の傍ら東京・銀座の教文館ビルに武見診療所を開業し、開業医として生計を立てながら政財界の要人とも交わるようになり、吉田茂に指示されて、高血圧症を患っていた米内光政を往診したこともあった。

### 医師会活動
戦後、中央区医師会から日本医師会の代議員となった。1950年（昭和25年）3月、日本医師会副会長、1957年（昭和32年）4月には同会長に就任し、以後連続13期25年に渡って在職した。在任中、1961年（昭和36年）2月には医師会、歯科医師会の全国一斉休診を実施するなど、「喧嘩（ケンカ）太郎」の異名をとった。1975年（昭和50年）、世界医師会会長に就任した。
自らが漢方薬の愛用者であった武見は、漢方医療を保険診療に組み込むことを厚生省に働きかけ、70種類の漢方薬を大臣告示で薬価基準に収載させた。関連して、北里研究所附属東洋医学総合研究所の誕生にも、武見が寄与したことが知られている。
1973年（昭和48年）の防衛医科大学校の設立に貢献、また翌年の東海大学による医学部設置に便宜を図った。
1975年（昭和50年）の秋の叙勲で勲一等に叙され、旭日大綬章を受章した。
1982年（昭和57年）4月、日本医師会会長を引退。翌1983年12月20日、胆管がんのため死去した。79歳没。翌1984年1月17日、特旨を以て位記を追賜され、死没日付をもって正三位に叙された。
法名は「太清院醫王顕壽日朗大居士」。

## 私生活
1941年（昭和16年）、秋月英子（父：子爵・秋月種英と母：利武子の二女 / 利武子の父は牧野伸顕伯爵）と結婚した。1944年（昭和19年）11月には長女の昭子が生まれ、以後2男2女が誕生した。三男の武見敬三は、後に政治家となった。娘婿に麻生泰。日本国憲法制定に尽力した菊地養之輔、全国地域婦人団体連絡協議会会長の大友よふとは親戚関係にある。
大食漢であった一方、タバコは吸わず、酒も嗜まなかった。また、漢方医学に関心を持ち、自ら処方した漢方薬を常用していた。自分の健康管理には自信を持ち、1980年（昭和55年）に胃癌と診断されるまで、ほとんど健康診断は受けなかったという。

## エピソード
母校の慶應義塾大学医学部に援助を惜しまなかった。Rh-のAB型という日本では珍しい血液型であり、国立がんセンターでの手術時には血液を集めるのに苦労したという。ハーバード大学公衆衛生大学院には、「武見国際保健プログラム」が設置されている。『21世紀は慢性肝炎が国民病になる』（サイマル出版会）の冒頭において自らが「ケンカ太郎」の異名をとることになった経緯を語っている。その話の中で、GHQのクロフォード・F・サムス大佐から人体実験を打診されたことを告白した。またその文の中で、その場に居合わせた厚生省の役人を批判した。ちなみに、そこで言及されている田宮猛雄も、サムスから同様のやり方（最初に医学生への実験を持ちかけ、拒否されると囚人へと対象を代える）で人体実験を打診されたことが、後に毎日新聞で報じられた。